# Ophionereis amphilogus
Ophionereis amphilogus is een slangster uit de familie Ophionereididae.
De wetenschappelijke naam van de soort werd in 1940 gepubliceerd door Fred C. Ziesenhenne.